# Jekaterina Andrejewna Kasionowa
Jekaterina Andrejewna Kasionowa (russisch Екатерина Андреевна Казионова, engl. Transkription Ekaterina Kazionova; * 13. Januar 1999) ist eine russische Tennisspielerin.

## Karriere
Kasionowa, die am liebsten auf Hartplätzen spielt, begann im Alter von fünf Jahren mit dem Tennis. Sie gewann während ihrer Karriere bisher drei Einzel und elf Doppeltitel auf der ITF Women’s World Tennis Tour.

## Turniersiege

### Einzel
| Nr. | Datum            | Turnier    | Kategorie | Belag             | Finalgegnerin     | Ergebnis       |
| --- | ---------------- | ---------- | --------- | ----------------- | ----------------- | -------------- |
| 1.  | 27. Oktober 2019 | Oslo       | ITF W15   | Hartplatz (Halle) | Verena Meliss     | 6:3, 6:0       |
| 2.  | 1. März 2020     | Moskau     | ITF W25   | Hartplatz (Halle) | Kamilla Rachimowa | 6:4, 1:6, 7:65 |
| 3.  | 21. Juli 2024    | Casablanca | ITF W15   | Sand              | Joëlle Steur      | 6:3, 7:65      |

### Doppel
| Nr. | Datum              | Turnier            | Kategorie   | Belag             | Partnerin             | Finalgegnerinnen                       | Ergebnis          |
| --- | ------------------ | ------------------ | ----------- | ----------------- | --------------------- | -------------------------------------- | ----------------- |
| 1.  | 24. September 2016 | Kirjat Gat         | ITF $15.000 | Hartplatz         | Madeleine Kobelt      | Vlada Katic Melis Sezer                | 7:65, 6:3         |
| 2.  | 1. April 2017      | Istanbul           | ITF $15.000 | Hartplatz (Halle) | Jelena Rybakina       | Eleni Daniilidou Vlada Katic           | 6:1, 6:3          |
| 3.  | 8. Juli 2017       | Focșani            | ITF $15.000 | Sand              | Oana Gavrilă          | Martina Colmegna Camelia-Elena Hristea | 6:2, 6:1          |
| 4.  | 27. Oktober 2018   | Istanbul           | ITF $25.000 | Hartplatz (Halle) | Polina Monowa         | Tereza Mrdeža Nina Stojanović          | 6:3, 6:75, [10:6] |
| 5.  | 23. Februar 2019   | Shymkent           | ITF W15     | Hartplatz (Halle) | Anastassija Sacharowa | Tamara Čurović Elena Malygina          | 7:64, 6:1         |
| 6.  | 3. August 2019     | Savitaipale        | ITF W15     | Sand              | Ewa Garkuscha         | Anna Machorkina Sadafmoch Tolibowa     | 6:2, 6:3          |
| 7.  | 26. Oktober 2019   | Oslo               | ITF W15     | Hartplatz (Halle) | Anna Popescu          | Iveta Dapkute Ingrid Vojčináková       | 3:6, 7:5, [10:5]  |
| 8.  | 2. November 2019   | Stockholm          | ITF W15     | Hartplatz (Halle) | Margarita Ignatjeva   | Jacqueline Cabaj Awad Oona Orpana      | 2:6, 7:65, [10:4] |
| 9.  | 13. Februar 2021   | Schymkent          | ITF W15     | Hartplatz (Halle) | Sabina Sharipova      | Darja Mischina Noel Saidenowa          | 7:5, 2:6, [10:4]  |
| 10. | 3. August 2024     | Mohammedia         | ITF W35     | Sand              | Celine Simunyu        | Funa Kozaki Ikumi Yamazaki             | 6:3, 6:3          |
| 11. | 31. Mai 2025       | Kuršumlijska Banja | ITF W35     | Sand              | Arina Bulatowa        | María Herazo González Draginja Vuković | 6:3, 7:64         |